# Evil Mind
Evil Mind är debutalbumet av det svenska power metal-bandet Cryonic. Det gavs ut den 1 februari 2007 på Swedmetal Records.

## Låtlista
1. "Kings of the Hill" – 3:29
2. "Coldblood" – 3:19
3. "Fireball" – 4:08
4. "Evil Mind" – 3:56
5. "Promised Land" – 4:33
6. "Prophecy" – 3:44
7. "Call for Freedom" – 3:39
8. "Queen of Sorrow" – 4:46
9. "The Spirit" – 4:23
10. "Warrior" – 3:47